# ألتا بيتس
ألتا بيتس (بالإنجليزية: Alta Bates) هي ممرضة أمريكية، ولدت في 11 ديسمبر 1879 في لابير في الولايات المتحدة، وتوفيت في 30 نوفمبر 1955 في بيركيلي في الولايات المتحدة.